# Station Nérondes
Station Nérondes is een spoorwegstation in de Franse gemeente Nérondes.